# 石川拓治
石川 拓治（いしかわ たくじ、1961年1月6日 - ）は、日本のフリーライター、ノンフィクション作家。

## 略歴
茨城県水戸市生まれ。茨城県立水戸第一高等学校、早稲田大学法学部卒業。フリーランスライター。2008年、無農薬栽培に成功した木村秋則の足跡を『奇跡のリンゴ』として刊行した。同書は2013年に中村義洋の監督で映画化され、累計45万部のベストセラーとなった。

## 著書

### 単著

#### ノンフィクション
- 『奇跡のリンゴ 「絶対不可能」を覆した農家木村秋則の記録』NHK「プロフェッショナル仕事の流儀」制作班監修 幻冬舎 2008　のち幻冬舎文庫

漫画化　『奇跡のリンゴ 「絶対不可能」を覆した農家木村秋則の記録』藤川努漫画 幻冬舎コミックス 2013 (バーズコミックススペシャル)
- 『三つ星レストランの作り方 嚆矢の天才シェフ・米田肇の物語』小学館 2012　のち幻冬舎文庫「天才シェフの絶対温度 「HAJIME」米田肇の物語」
- 『新宿ベル・エポック 芸術と食を生んだ中村屋サロン』小学館 2015
- 『茶色のシマウマ、世界を変える 日本初の全寮制インターナショナル高校ISAKをつくった小林りんの物語』ダイヤモンド社 2016
- 『京都・イケズの正体』幻冬舎新書 2017

#### 小説
- 『あいあい傘』SDP 2018

### 共著
- 『ぼくたちはどこから来たの? 男の子と女の子のための愛と性の絵本』大橋歩絵 マガジンハウス 1995
- 『あきらめたから、生きられた―太平洋37日間漂流船長はなぜ生還できたのか』武智三繁共著 小学館(BE‐PAL Books) 2001　『37日間漂流船長 あきらめたから、生きられた』2010 (幻冬舎文庫
- 長嶋一茂『三流』構成・文 幻冬舎 2001 のち幻冬舎文庫
- 『国会議員村長 私、山古志から来た長島です』長島忠美共著 小学館 2007
- 『HYの宝物』HY共著、福岡耕造写真 朝日新聞出版 2012
- 『土の学校』木村秋則共著 幻冬舎 2013　のち幻冬舎文庫